# ریک ژنست
ریک ژنست (انگلیسی: Rick Genest؛ ۷ اوت ۱۹۸۵ – ۱ اوت ۲۰۱۸) هنرمند، بازیگر، مدل و موسیقی‌دان اهل کانادا بود. وی بین سال‌های ۲۰۰۹ تا ۲۰۱۸ میلادی فعالیت می‌کرد. برای خال کوبی‌های تمام بدن او، نامش در رکوردهای جهانی گینس ثبت شده بود.
از فیلم‌ها یا برنامه‌های تلویزیونی که وی در آن نقش داشته‌است می‌توان به ۴۷ رونین اشاره کرد.
شش روز پیش از زادروز سی‌و‌سه‌سالگی‌اش، او از بالکن خانه‌اش در طبقه سوم به پایین افتاد و درگذشت.